# Robert Bonnaventure
« Bonnaventure » redirige ici. Pour les articles homophones, voir Bonaventure et Bonne aventure.
Robert Bonnaventure, né le 8 août 1920 à Arc-lès-Gray et mort le 22 janvier 2015 à Vernaison, est un coureur cycliste français. Ayant contribué à sauver deux jeunes Juifs, il est Juste parmi les nations.

## Biographie
Professionnel de 1943 à 1953, il remporte notamment le Tour du Sud-Est.
Pendant la Seconde Guerre mondiale, il contribue à sauver deux enfants juifs, Lemel et Michel Martinsky. Il est reconnu pour cela Juste parmi les nations en 2016.

## Palmarès
- 1941
  - Critérium de France des sociétés (zone occupée)[n 1]
- 1942
  - Critérium de France des sociétés (zone occupée)[n 2]
  - Paris-Alençon
- 1943
  - Bordeaux-Angoulême
  - Grand Prix de Charentes
  - 3e du Grand Prix du Pneumatique
  - 3e de Paris-Alençon
- 1944
  - Flèche française (avec Émile Idée, Mickaël Schmitt et Lucien Vlaemynck)
  - 3e du Circuit de Paris
- 1946
  - 5e étape du Tour de l'Ouest
  - 2e du championnat d'Auvergne
- 1950
  - 11e étape du Tour d'Afrique du Nord
- 1951
  - Tour du Sud-Est
- 1952
  - 3e de Paris-Saint-Étienne
  - 3e du Tour de la Dordogne
  - 9e de Paris-Bruxelles

## Résultats sur le Tour de France
5 participations
- 1947 : éliminé (8e étape)
- 1948 : abandon (19e étape)
- 1950 : 44e
- 1951 : abandon (16e étape)
- 1952 : 64e